# Macedónia a 2018. évi téli olimpiai játékokon
Macedónia a dél-koreai Phjongcshangban megrendezett 2018. évi téli olimpiai játékok egyik részt vevő nemzete volt. Az országot az olimpián 2 sportágban 3 sportoló képviselte, akik érmet nem szereztek.

## Alpesisí
Férfi
| Versenyző         | Versenyszám      | 1. futam      | 1. futam      | 2. futam | 2. futam | Összesítés | Összesítés |
| Versenyző         | Versenyszám      | Idő           | Hely.         | Idő      | Hely.    | Idő        | Helyezés   |
| ----------------- | ---------------- | ------------- | ------------- | -------- | -------- | ---------- | ---------- |
| Antonio Ristevski | Óriás-műlesiklás | nem ért célba | nem ért célba | kiesett  | kiesett  | kiesett    | kiesett    |
| Antonio Ristevski | Műlesiklás       | nem ért célba | nem ért célba | kiesett  | kiesett  | kiesett    | kiesett    |

## Sífutás
Távolsági
Férfi
| Versenyző   | Versenyszám | Idő     | Helyezés |
| ----------- | ----------- | ------- | -------- |
| Stavre Jada | 15 km       | 42:14,2 | 95.      |

Női
| Versenyző            | Versenyszám | Idő     | Helyezés |
| -------------------- | ----------- | ------- | -------- |
| Viktorija Todorovska | 10 km       | 32:57,6 | 85.      |

Sprint
| Versenyző   | Versenyszám         | Selejtező | Selejtező | Negyeddöntő | Negyeddöntő | Elődöntő | Elődöntő | Döntő   | Helyezés |
| Versenyző   | Versenyszám         | Idő       | Hely.     | Idő         | Hely.       | Idő      | Hely.    | Idő     | Helyezés |
| ----------- | ------------------- | --------- | --------- | ----------- | ----------- | -------- | -------- | ------- | -------- |
| Stavre Jada | Férfi egyéni sprint | 4:23,85   | 76.       | kiesett     | kiesett     | kiesett  | kiesett  | kiesett | 76.      |